# Hermrigen
Hermrigen är en ort och kommun i distriktet Seeland i kantonen Bern, Schweiz. Kommunen har 318 invånare (2023).